# Gabriel Noga
Gabriel Rodrigues Noga (Volta Redonda, Brasil; 25 de enero de 2002) es un futbolista brasileño, juega como defensa y su actual club es el Flamengo de la Serie A.

## Trayectoria

### Vasco da Gama
Noga empezó su carrera en 2010, con ocho años, en los equipos benjamines de futsal del Vasco da Gama.

### Flamengo
Llegó a las divisiones inferiores del Flamengo en 2012. Fue capitán del equipo sub-15 y del equipo sub-17. Fue promovido al equipo profesional en enero de 2020, por el entrenador interino Maurício Souza. Tuvo su debut dos meses después, con el entonces entrenador Domènec Torrent, en la victoria por 4 a 0 ante el Independiente del Valle, en la Copa Libertadores 2020.
En junio de 2020, renovó su contrato con el Flamengo hasta 2023.

## Selección nacional
Noga fue internacional por la selección brasileña sub-15 y disputó el Campeonato Sudamericano de Fútbol Sub-15 de 2017; también fue internacional por la selección sub-17 y por ella jugó la Copa Mundial de Fútbol Sub-17 de 2019, donde integró el equipo que ganó el torneo.

## Clubes
| Club     | País   | Años  |
| -------- | ------ | ----- |
| Flamengo | Brasil | 2020- |

## Estadísticas
Actualizado al 30 de junio de 2021.
Último partido citado: Juventude 1-0 Flamengo
| Club              | Div.       | Temporada  | Liga  | Liga  | Copas nacionales | Copas nacionales | Torneos internacionales | Torneos internacionales | Otros | Otros | Total | Total |
| Club              | Div.       | Temporada  | Part. | Goles | Part.            | Goles            | Part.                   | Goles                   | Part. | Goles | Part. | Goles |
| ----------------- | ---------- | ---------- | ----- | ----- | ---------------- | ---------------- | ----------------------- | ----------------------- | ----- | ----- | ----- | ----- |
| Flamengo · Brasil | Serie A    | 2020       | 2     | 0     | 1                | 0                | 2                       | 0                       | 0     | 0     | 5     | 0     |
| Flamengo · Brasil | Serie A    | 2021       | 0     | 0     | 0                | 0                | 0                       | 0                       | 3     | 2     | 3     | 2     |
| Flamengo · Brasil | Total club | Total club | 2     | 0     | 1                | 0                | 2                       | 0                       | 3     | 2     | 8     | 2     |

## Palmarés

### Títulos nacionales
| Título                          | Club     | Sede   | Año  |
| ------------------------------- | -------- | ------ | ---- |
| Campeonato Brasileño de Serie A | Flamengo | Brasil | 2020 |
| Campeonato Carioca              | Flamengo | Brasil | 2021 |

### Títulos de selección
| Título              | Club   | Sede              | Año  |
| ------------------- | ------ | ----------------- | ---- |
| Copa Mundial Sub-17 | Brasil | Bandera de Brasil | 2019 |